# 1800 років м. Судаку (срібна монета)
«1800 ро́ків м. Судаку́» — ювілейна монета зі срібла номіналом 10 гривень, випущена Національним банком України. Присвячена одному з найстаріших міст України, відомому з ІІІ ст. н. е., — Судаку, який у давнину називався Сугдея, Солдея тощо, у давньоруських джерелах — Сурож. Місто Судак — це мальовничі природні краєвиди, унікальні рекреаційні можливості та пам'ятки архітектури, зокрема залишки генуезької фортеці XIV — XV ст.
Монету введено до обігу 17 вересня 2012 року. Вона належить до серії «Стародавні міста України».

## Опис монети та характеристики
| Номінал грн. | Метал           | Маса, г      | Діаметр, мм | Якість виготовлення | Гурт                           | Тираж, штук |
| ------------ | --------------- | ------------ | ----------- | ------------------- | ------------------------------ | ----------- |
| 10           | срібло (Ag 925) | 31,1 / 33,62 | 38,6        | пруф                | гладкий із заглибленим написом | 3 000       |

### Аверс
На аверсі монети розміщено: угорі малий Державний Герб України, напис півколом «НАЦІОНАЛЬНИЙ БАНК УКРАЇНИ», під яким — рік карбування монети «2012» (праворуч), фрагмент рельєфу (XV ст.) із зображенням Георгія-Побідоносця, що знайдений під час розкопок у генуезькій фортеці, на тлі муру праворуч та ліворуч — стилізована виноградна лоза, унизу напис — «10»/«ГРИВЕНЬ».

### Реверс
На реверсі монети стилізовано зображено вигляд міста та пляжі з висоти муру фортеці (ліворуч) і праворуч на дзеркальному тлі моря розміщено написи «СУДАК»/«1800»/«РОКІВ» та герб міста.

## Автори

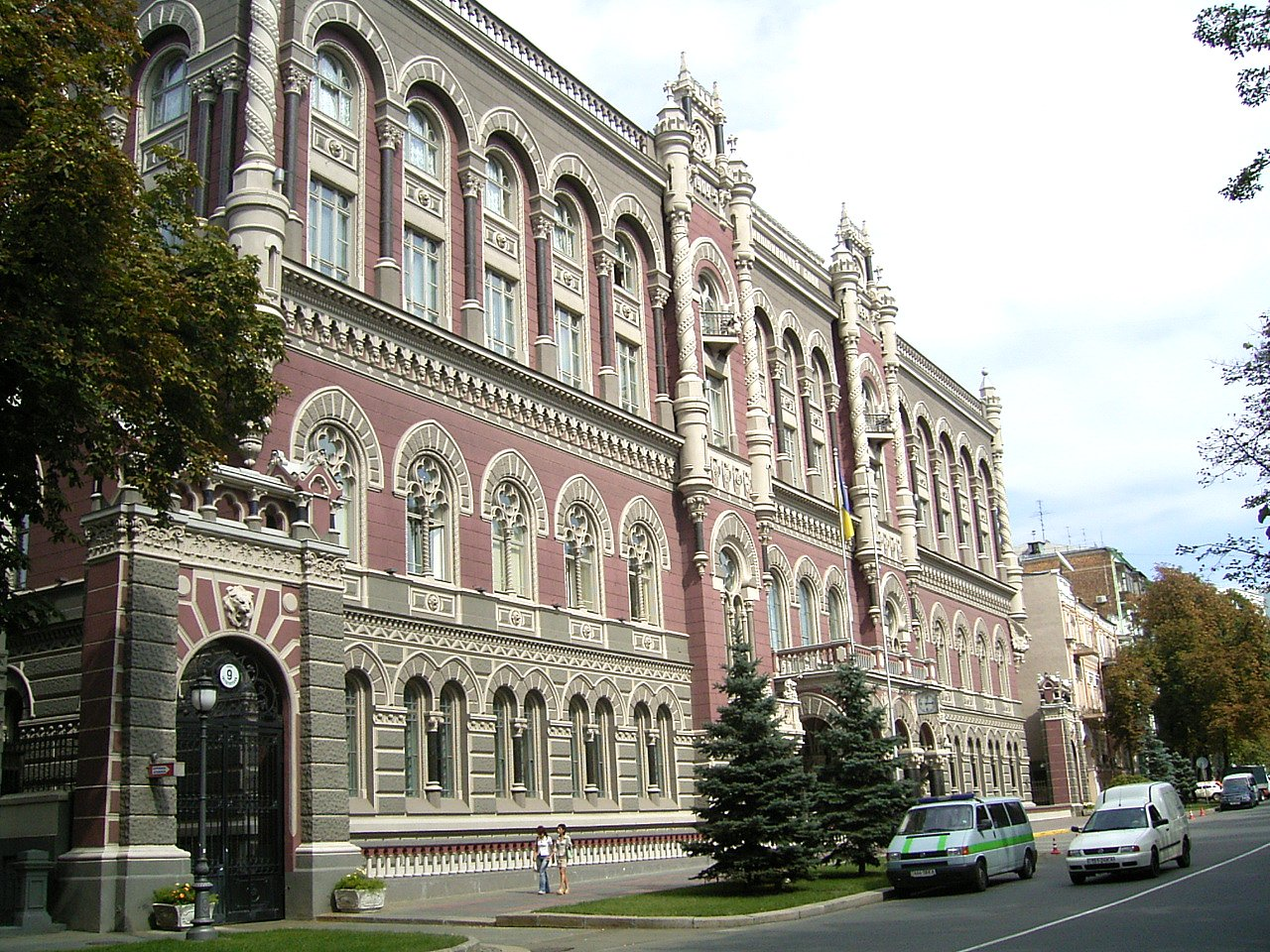
Будівля Національного банку України

- Художники: Володимир Таран, Олександр Харук, Сергій Харук.
- Скульптори: Володимир Атаманчук, Святослав Іваненко.

## Вартість монети
Ціна монети — 960 гривень, була вказана на сайті Національного банку України 2016 року.
Фактична приблизна вартість монети, з роками змінювалася так:
| Рік        | 2013 | 2014 | 2015 | 2016 | 2017 | 2018  | 2019  | 2020  | 2021  | 2022  | 2023  | 2024  | 2025  |
| ---------- | ---- | ---- | ---- | ---- | ---- | ----- | ----- | ----- | ----- | ----- | ----- | ----- | ----- |
| Ціна, грн. | 640  | 570  | 600  | 900  | 900  | 1 000 | 1 000 | 1 000 | 1 100 | 1 450 | 1 900 | 4 000 | 3 900 |